# Ancora insieme/We'll Be Together Again
Ancora insieme/We'll Be Together Again è un album del cantante italiano Fred Bongusto, pubblicato dall'etichetta discografica E.M. Olona nel 1992.

## Tracce
1. We'll Be Together Again
2. Indifferentemente
3. Se t'innamorerai
4. Impossibile
5. Ciao come stai
6. Eu a briza
7. Chega de saudade
8. Angeli maleducati
9. Brasiliando
10. Francesca G.